# Women's Forum for the Economy and Society
The Women’s Forum for the Economy and Society (en español, Foro de Mujeres para la Economía y la Sociedad), establecido en 2005, es una organización internacional dedicada a estudiar temas sociales y económicos desde la perspectiva de la mujer. En 2007, el Financial Times lo incluyó en su lista de los cinco foros de más influencia del mundo.
Su congreso anual se celebra en Deauville, Francia. El congreso de 2012 contó con la asistencia de dos premios Nobel, Shirin Ebadi de Irán y Leymah Gbowee de Liberia.
En 2016, el Women's Forum se celebró en Dubái.

## Iniciativas
Las iniciativas y premios impulsados por el Women’s Forum incluyen los premios anuales Cartier Women's Initiative, creados en 2006 por Cartier y el Women's Forum con la colaboración de McKinsey & Company y INSEAD, premian a una empresaria de cada continente. En 2007 se creó, en colaboración con la revista ELLE y la ELLE Foundation, el premio Women for Education para las ONG internacionales que dan formación a mujeres en países en desarrollo.
En 2010, en colaboración con Ernst & Young, se creó CEO Champions, formado exclusivamente por consejeros delegados comprometidos con promover la mujer en el sector privado.
La iniciativa Women in Media fue creada por Women's Forum, Deloitte y voxfemina, con la colaboración de TF1, Agence France Presse, Lagardère Active, LinkedIn y Facebook, para promover la voz de la mujer en los medios.
El Diversity Club for Business fue creado por el Women's Forum y Boston Consulting Group para agrupar empresas comprometidas con la diversidad con el fin de identificar las mejores formas de promover la diversidad en las empresas. En 2011, el Diversity Club estaba formado por AIG, Barclays, The Boston Consulting Group, JCDecaux, Lenovo, Orange y Unilever, entre otras compañías.